# Sonda molekularna
Sonda molekularna – związek chemiczny wiążący się swoiście z określoną substancją, używany w celu jej wykrycia.
Sondy mogą być:
- radioaktywne – wykrywane dzięki autoradiografii. Niebezpieczeństwo stwarzane przez te, historycznie pierwsze, sondy doprowadziło do opracowania nowych metod.
- fluorescencyjne – świecące po wzbudzeniu światłem o określonej długości fali
- przekształcane w produkty barwne lub emitujące światło w czasie rozkładu – w obu przypadkach pod wpływem specyficznych reakcji katalizowanych odpowiednimi enzymami.

Sondy stosuje się do wczesnego wykrywania chorób o podłożu genetycznym (przykładowo anemii sierpowatej i fenyloketonurii). Oznaczony odcinek cDNA ma zdolność do hybrydyzacji z określoną sekwencją testowanego DNA.
Coraz częściej jako sondy molekularne wykrywające specyficzne antygeny wykorzystuje się przeciwciała monoklonalne sprzężone z barwnikami fluorescencyjnymi lub z enzymami katalizującymi łatwą do pomiaru ilościowego reakcję chemiczną.